# Plexus brachialis
Plexus brachialis er et nerveplexus, et nervebundt, hvor nerver forgrenes og forenes til forsyning af overekstremiteten og dens muskler både sensorisk og motorisk. Plexus brachialis dannes af de ventrale grene af spinalnerverne C5, C6, C8 og T1, ofte med tilskud fra C4. Plexus brachialis er essentiel for muskelfunktion i skulder, arm, underarm og hånd, og skader i denne kan afbryde muskelfunktionen. Sensorisk funktion i disse regioner er også primært varetaget af plexus brachialis, men andre dele af det perifere nervesystem spiller også en rolle i forsyningen af skulderområdet.

## Struktur
Plexus brachialis dannes af sine rødder, der er de ventrale grene af spinalnerverne C5, C6, C8 og T1, ofte med tilskud fra C4. Disse rødder forenes til at danne 3 trunci. De 3 trunci forgrenes med en posterior og anterior gren. Disse grene forenes under dannelse af 3 fasciculi, der igen forgrenes under dannelse af de store blandede nerver. Undervejs afgives andre mindre nerver. Plexus brachialis opdeles i et supraclaviculært og infraclaviculært afsnit, beliggende hhv. over og under nøglebenet, og dets grene opdeles i rent muskulære (til innervation af muskler), rent cutane (til modtagelse af sensorisk information) og blandede (til begge dele).

### Trunci
Der dannes i alt 3 trunci: truncus superior, truncus medius og truncus inferior.
- Truncus superior dannes af de ventrale grene fra spinalnerverne C5 og C6 samt evt. fra C4
- Truncus medius dannes af de ventrale grene fra spinalnerven C7
- Truncus inferior dannes af de ventrale grene fra spinalnerverne C8 og T1

Trunci er beliggende i scalenerporten, en spalte imellem musculus scalenus anterior, musculus scalenus medius og det første ribben. Her kan plexus brachialis blive afklemt ved eksempelvis et ekstra ribben (halsribben) eller en snæver scalenerport og give funktionsudfald svarende til forsyningsområdet.

### Grene
De 3 trunci afgiver hver 2 grene:
- Anterior (forreste) gren, der fører fibre til de forreste dele af plexets forsyningsområde
- Posterior (bagerste) gren, der fører fibre til de bagerste dele af plexets forsyningsområde

### Fasciculi
Grenene fra de 3 trunci forenes i 3 fasciculi:
- Fasciculus lateralis, der er en forening af de anteriore grene fra truncus superior og medius
- Fasciculus posterior, der er en forening af de posteriore grene fra alle 3 trunci.
- Fasciculus medialis, der er den anteriore gren fra truncus inferior.

## Nerver
Nerverne opføres her som en liste. For en uddybende beskrivelse af deres funktion og forløb henvises til den specifikke artikel, i det omfang den findes. De supraclaviculære nerver afgår fra plexet i niveau før nøglebenet, mens de infraclaviculære afgår fra plexet i niveau under nøglebenet.

### Supraclaviculære
- Nervus dorsalis scapulae (rent motorisk)
- Nervus thoracicus longus (rent motorisk)
- Nervus suprascapularis (rent motorisk)
- Nervus subclavius (rent motorisk)

### Infraclaviculære
Fasciculus lateralis
- Nervus musculocutaneus (motorisk og sensorisk)
- Nervus pectoralis lateralis (rent motorisk)
- Nervus medianus (radix lateralis n. mediani, motorisk og sensorisk)

Fasciculus posterior
- Nervi subscapulares (rent motorisk)
- Nervus thoracodorsalis (rent motorisk)
- Nervus axillaris (motorisk og sensorisk)
- Nervus radialis (motorisk og sensorisk)

Fasciculus medialis
- Nervus pectoralis medialis (rent motorisk)
- Nervus medianus (radix medialis n. mediani, motorisk og sensorisk)
- Nervus ulnaris (motorisk og sensorisk)
- Nervus cutaneus brachii medialis (rent sensorisk)
- Nervus cutaneus antebrachii medialis (rent sensorisk)

## Galleri
- Skematisk fremstilling af plexus brachialis på engelsk.
- Dissektion af plexus brachialis. Bemærk placeringen i scalenerporten mellem de to scalenermuskler.
- Frilægning af plexus brachialis.